# Sphalerocynorta
Sphalerocynorta is een geslacht van hooiwagens uit de familie Cosmetidae.
De wetenschappelijke naam Sphalerocynorta is voor het eerst geldig gepubliceerd door Mello-Leitão in 1933. 

## Soorten
Sphalerocynorta is monotypisch en omvat slechts de volgende soort:
- Sphalerocynorta ambigua